# Конопелькин, Евгений Николаевич
Евгений Николаевич Конопелькин (род. 22 февраля 1969) — российский офицер, полковник ГРУ Генерального штаба Вооружённых сил Российской Федерации, Герой Российской Федерации.

## Биография
Родился в семье рабочих-металлургов. В 1986 году окончил среднюю школу с серебряной медалью. Активно занимался такими видами спорта как футбол, баскетбол и волейбол.
В 1986 году поступил в Рязанское высшее воздушно-десантное командное училище на факультет специальной разведки. В училище продолжал активно заниматься спортом, выполнив нормативы 1-го разряда по: кроссу, стрельбе и гиревому спорту. В 1990 году после окончания училища с красным дипломом был направлен для дальнейшего прохождения службы в 67-ю отдельную бригаду специального назначения Сибирского военного округа. В бригаде командовал взводом, был переводчиком штаба бригады. С 1992 года командовал ротой и батальоном армейского спецназа.
В декабре 1994 года вместе с 691-м отдельным отрядом специального назначения от 67-й отдельной бригады специального назначения был направлен в Республику Чечня для участия в боевых действиях. В 1995 году Конопелькин, прикрывая отход подразделения, попавшего в засаду боевиков, был тяжело ранен в ногу. В госпитале после многочисленных операций ему ампутировали стопу и поставили протез. Через два месяца после выписки из госпиталя Конопелькин вновь подал рапорт об отправке его в Чечню.
За первую командировку Конопелькин был награждён медалью За отвагу, орденами Мужества и За заслуги перед Отечеством 4-й степени с мечами. Ему досрочно было присвоено звание майора.
5 марта 1996 года, во время второй командировки в Чечню, разведывательный отряд вёл бой в районе площади Минутка в Грозном. Отряд занял ключевые позиции в высотных домах площади, однако боеприпасы были на исходе. Противник, почувствовав снижение интенсивности огня разведчиков, предпринял попытку окружения отряда. Зам. командира отряда майор Конопелькин Е. Н. получил задачу прорвать окружение боевиков и доставить боеприпасы.
Умело управляя огнём бронегруппы и действиями разведчиков, Конопелькин ударил в тыл окружавшим отряд боевикам, отсёк их и уничтожил в рукопашном бою. Сам  Конопелькин  лично уничтожил в этой схватке трёх боевиков.
За личное мужество и героизм, майору Конопелькину Е. Н. Указом Президента России 4 мая 1998 года присвоено звание Герой Российской Федерации.
В 2000 году окончил с красным дипломом Общевойсковую академию и Академию при Президенте Российской Федерации. Служит в Москве, полковник Центрального аппарата Главного разведывательного управления Генерального штаба Вооружённых сил Российской Федерации.

## Награды
- Медаль За отвагу;
- Орден Мужества;
- Орден За заслуги перед Отечеством 4-й степени с мечами;
- Золотая звезда Героя Российской Федерации.

## Память
8 мая 2007 года у школы № 4 города Аша, был открыт бюст Конопелькину Евгению Николаевичу.